# Festeis

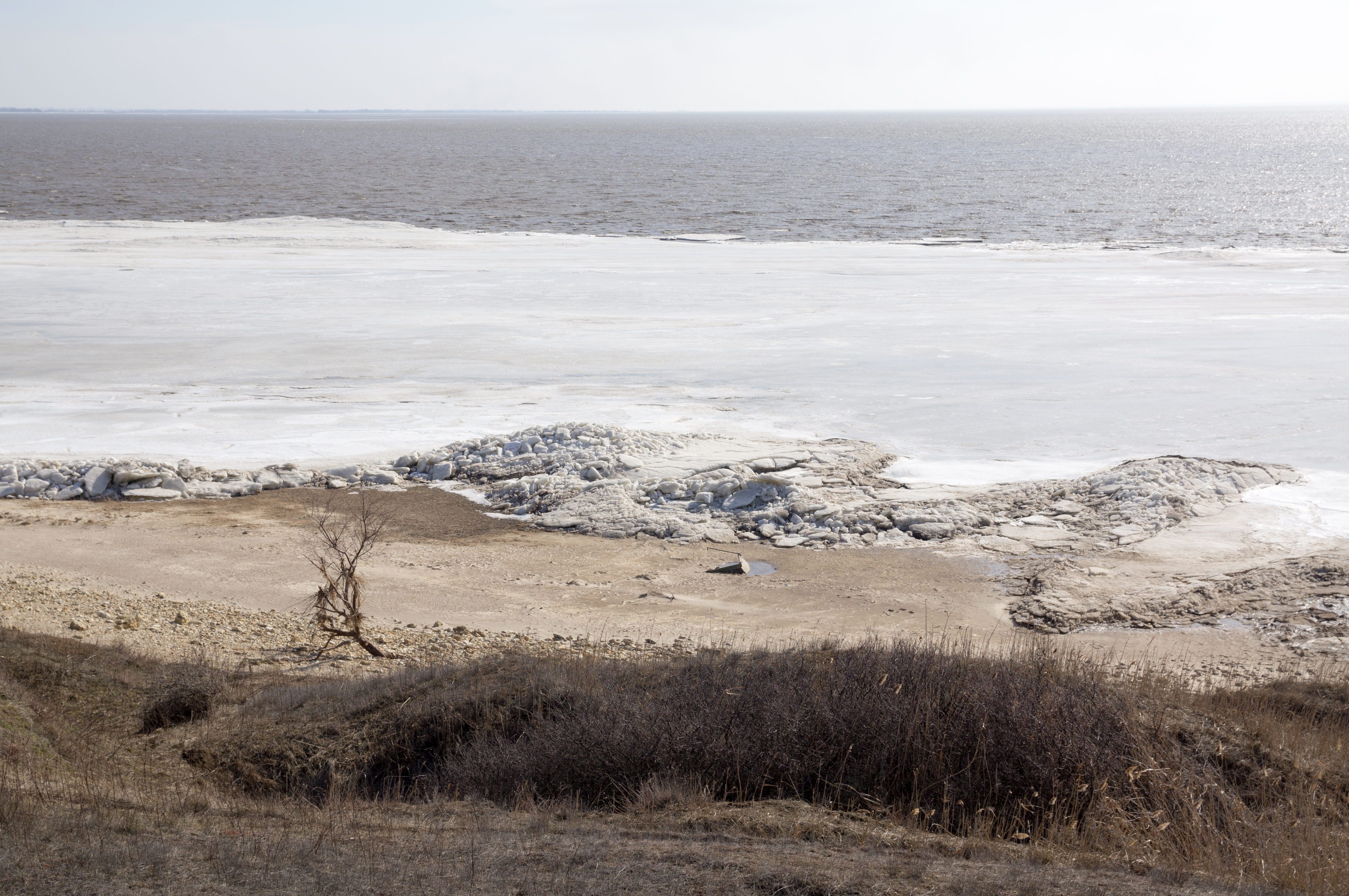
Festeis, Asowsches Meer

Als Festeis wird Meereis bezeichnet, das fest an der Küstenlinie verankert ist.
Es grenzt an Festland, Inseln und Schelfeis, es bildet sich aber auch an auf Grund gelaufenen Eisbergen oder entlang von Sandbänken. Festeis verbleibt im Gegensatz zu Treibeis am Ort seiner Entstehung, oft als ebene, nicht deformierte Fläche, die von Wind und Strömungen nicht bewegt wird. Dagegen hebt und senkt es sich mit den Gezeiten. Es kann sich direkt aus Meerwasser bilden oder aus treibenden Eisschollen zusammenfrieren. Seine Ausdehnung beträgt wenige Meter bis Hunderte von Kilometern in flachen Schelfmeeren wie der Laptewsee, wo es sich im Winter von der sibirischen Festlandsküste 500 km weit bis zu den Neusibirischen Inseln erstreckt.
Die Größe des Festeises unterliegt saisonalen Schwankungen, oft ist es einjährig, es kann aber auch mehrere Schmelzperioden überstehen und ist dann mehrjährig. Sehr altes und dickes Festeis wird Sikussak (grönländisch: Fjordeis wie Meereis) genannt. Im Nansensund und im Sverdrup-Kanal in der kanadischen Arktis wurde Sikussak mit einer Dicke von zehn bis zwölf Metern gefunden.
Als küstennahe Plattform ist das Festeis von großer ökologischer Bedeutung, z. B. für die Aufzucht von Jungtieren.